# Fascículo lateral (plexo braquial)
El fascículo lateral es el nombre que recibe una de las divisiones del plexo braquial y está conformado por la unión de nervios provenientes de las ramas o troncos superior y anterior del plexo braquial. Se denomina fascículo lateral por razón de su ubicación con respecto a la arteria axilar—el fascículo lateral tiende a situarse en el lado lateral o externo de la arteria. Entre el fascículo lateral y el fascículo medial se reparten la inervación de las regiones anteriores del brazo, mientras que el fascículo posterior inerva las regiones posteriores del miembro superior.

## Trayecto
Las fibras anteriores del tronco superior y del tronco anterior del plexo braquial se unen formando el fascículo lateral, del que se origina el nervio musculocutáneo.

### Ramas
En algunos casos el fascículo lateral produce el nervio pectoral lateral y al nervio subclavio a la altura de la clavícula. El nervio mediano se forma de fibras provenientes del fascículo lateral y del fascículo medial, un nervio que recorre la longitud del brazo junto a la arteria braquial.

### Inervación
En su trayecto, las fibras del fascículo lateral proveen inervación a los músculos pectorales, coracobraquial, bíceps braquial (por medio del nervio musculocutáneo) y el músculo braquial, así como la inervación de la muñeca y de la mano por medio del nervio mediano.